# Грейс Дью
Грейс Дью (англ. Grace Dieu) — большой военный корабль Генриха V, построенный в 1418 году и сгоревший в 1439-м. Крупнейший европейский деревянный парусник завершающего периода Столетней войны. 
Построен последним из четырёх больших кораблей флота Генриха V, предназначавшегося для вторжения во Францию. В военных действиях участия не принимал, поскольку вскоре после окончания его постройки Англия добилась победы, заключив в 1420 году с Францией Договор в Труа. За более чем двадцатилетнюю историю своего существования «Грейс Дью» ни разу не вышел в море, простояв всё это время на консервации на реке Хэмбл, где и затонул после пожара, вызванного, как считается, ударом молнии.

## История

### Контекст
Унаследовав в 1413 году корону Англии, Генрих V выдвинул претензии и на французский престол. Для похода во Францию Генриху V необходим был большой надёжный флот, который он и начал создавать — было куплено, арендовано и построено большое количество судов.
В период с 1413 по 1420 были построены четыре больших корабля — «Тринити Роял» (англ. Trinity Royal — Троица, водоизмещением 540 тонн), «Холигост» (англ. Holigost — Святой Дух, 740 тонн), «Иисус» (англ. Jesus, 1000 тонн) и «Грейс Дью» — Благодать Божья,  1400 тонн. Первые два были перестроены из других судов — из старой английской 400-тонной «Тринити» и «Холигост» — из большой испанской каракки. Но более крупные «Иисус» и «Грейс Дью» были построены с нуля. Это были одни из самых больших судов того времени.
В 1415 году флот, насчитывавший около 1500 кораблей, перевез армию Генриха V через Ла-Манш. Король держал флаг на «Тринити Роял». В 1416 году «Тринити Роял» и «Холигост» участвовали в морском сражении при Арфлёре. В ходе этого сражения были захвачены несколько больших каракк, которые Франция наняла у Генуи.
В 1417 году флот Генриха V уже господствовал в Ла-Манше. В 1420 году Англия узаконила свою победу, заключив с Францией Договор в Труа. Морских кампаний, достойных «Грейс Дью», не предвиделось, а после внезапной смерти Генриха в 1422 году он не выходил в море.

### Название
Со времен нормандского завоевания в 1066 году в Англии получил распространение старонормандский язык, на основе которого появляется англо-нормандский, а позже, под влиянием династических англо-французских браков, в XIII веке, появляется англо-французский язык, который становится официальным языком английской знати. В XIV—XV веках англо-французский язык имел большое значение в обществе, использовался в судах, университетах, портах, различных хрониках, художественной литературе. В судопроизводстве правовой французский язык использовался до 1731 года. Это объясняет тот факт, что в названиях английских кораблей в XV—XVI веков используются французские слова — Grace Dieu — «Милость божья», «Благодать божья», «Благодать».
Для имён четырёх новых крупнейших кораблей, которые должны были составить костяк флота, Генрих V выбрал наиболее значимые религиозные понятия — Trinity Royal, Holigost, Jesus, Grace Dieu — «Святая Троица», «Святое причастие», «Иисус», «Благодать божья».

### Строительство
Судно начали строить в Саутгемптоне в 1416 году. Летом 1418 года корабль был благословлён епископом и тогда же спущен на воду, а в конце года вступил в строй.

### Эксплуатация
В 1420 году «Грейс Дью» был перемещён из Саутгемптона на реку Хэмбл, где были ошвартованы другие корабли королевского флота. По-видимому, это было единственное путешествие, которое он совершил. Также предполагается, что этот путь корабль проделал не своим ходом, а на буксире.
В июне 1431 года на корабле была снята грот-мачта. Это была весьма сложная работа, так эта мачта весила, по оценкам современных специалистов, до 29 тонн, и была крупнейшей цельной мачтой, когда-либо устанавливаемой на североевропейских судах.
Летом 1433 года «Грейс Дью», вероятно уже не пригодный к службе по причине деформации древесины, был перемещён вверх по течению в специально подготовленный для него док, который представлял собой ограждённое место на реке. Эта операция по перемещению заняла больше месяца.
В январе 1439 года в корабль ударила молния, что привело к пожару и гибели судна. После пожара с «Грейс Дью» было снято всё, что можно было ещё использовать — около 7 тонн железных и других дельных вещей =.
Наряду с официальной версией, существует местная легенда, что смотритель, которому был доверен присмотр за законсервированным кораблём, разворовал его, и, чтобы скрыть преступление, устроил поджог.

## Археологические изыскания
Останки судна на реке Хэмбл (англ. Hamble) долгое время не были широко известны, так как увидеть их можно было лишь изредка, во время самого низкого маловодья. В XIX веке считали, что это останки судна викингов. Первое упоминание в прессе относится к 1859 году, где говорится о древнем судне, предположительно сожжённом саксами.
В 1874 году некий Крошей (англ. Crawshay), купивший участок земли, где находились останки, проводит вандальные раскопки, в ходе которых была снята, и, в основном, безвозвратно утеряна, часть корпуса, при этом не было сделано никаких записей и зарисовок. Часть изъятых древесных пород была пущена на изготовление сувениров, часть обшивки попала и по сей день хранится в музее Тюдоров в Саутгемптоне.
Следующий раз судно упоминается в печати в 1883 году в описании истории Саутгемптона, где оно также называется древним датским судном. Здесь же впервые упоминается и носовая фигура, стоявшая на участке около дома с 1813 года, но позже пущенная на дрова. Здесь она описывается как лев, стоящий на лапах.
В 1899 году были проведены ещё одни работы на этот раз Хэмпширским историческим обществом, в ходе которых была снята ещё некоторая часть, по-видимому, небольшая, древесины корпуса. Эта часть была помещена в музей Вестгейт (англ. Westgate Museum) в Уинчестере. Образцы этой древесины Лоутэр (англ. A.W.G. Lowther) в 1952 году подверг дендрохронологическому анализу, который показал, что деревья были срублены в начале XV столетия.
До 30-х годов XX века останки продолжали считать принадлежащими судну викингов, хотя фигурировала и несостоятельная гипотеза о том, что обломки принадлежат торговому судну XIX века. В 1933 году исследование места аварии провели историки судостроения доктор Р.Андерсон (англ. R.C.Anderson) и Ф.Нэйш (англ. F.C.Prideaux Naish), тогда судно и было идентифицировано как «Грейс Дью» — крупнейшее судно Генриха V. Серьёзных раскопок ни тогда, ни позже не производилось, целью экспедиции 1933 года была только идентификация судна.
C 1974 года останки корабля попали под защиту в соответствии с законом об охране затонувших судов.
В 2004 году британский телеканал Channel 4 организовал археологические изыскания в рамках съёмок телепрограммы Time Team.

## Конструкция
По типу «Грейс Дью» можно отнести к караккам, однако такой термин современниками к нему не применялся. Никаких изображений «Грейс Дью» в нашем распоряжении нет. Документы того периода являются в основном инвентаризациями материальных ценностей и счётными книгами. Описания современников настолько скупы, что нельзя даже с уверенностью сказать, нёс этот корабль две или три мачты.
Водоизмещение
В разных средневековых документах дедвейт (грузоподъёмность) «Грейс Дью» указывается как 1400 тонн. Эта величина помогла и в идентификации останков судна, так как размеры останков соответствуют судну дедвейтом в 1400—1500 тонн. В одном из документов было указан дедвейт 400 тонн, что было использовано некоторыми учёными, которые опровергали возможность существования такого большого судна в Англии в начале XV века, но эта цифра — 400 — является опечаткой. Для сравнения: современные «Грейс Дью» океанские корабли китайского мореплавателя Чжэн Хэ были в 2 раза больше: 140 метров в длину и 55 метров в ширину, с водоизмещением около 3000 тонн.
В 1960-х годах М. Принн (англ. M. W. Prynne) сделал теоретическую реконструкцию корабля и определил его водоизмещение в 2750 тонн.
В некоторых современных источниках как водоизмещение указывается дедвейт, 1400 тонн.
Что касается «невообразимых» для начала XV века размеров «Грейс Дью», то незадолго до него флот Генриха V пополнился 540-тонной «Тринити Роял» (перестроена из 400-тонной «Тринити»), 740-тонным «Холигостом», перестроенным из испанской каракки, и 1000-тонным «Иисусом», построенным годом или двумя ранее «Грейс Дью» в Уинчелси и принимавшим в 1417 году участие в сражении в Ла-Манше. В документах того времени есть упоминания об испанских каракках водоизмещением в 1400 и 1000 тонн, а также о строившемся для Генриха V в Байонне корабле водоизмещением около 1000 тонн, которое, вероятно, так и не было завершено.
Конструкция корпуса
Обшивка корпуса была клинкерной, то есть сделанной по технологии «внахлёст» из трёх слоёв дубовых досок. Щели обшивки конопатились мхом и смолой.
Вооружение
Во времена «Грейс Дью» артиллерия только начинала своё развитие, а корабельная, по сути, не существовала вовсе, основной тактикой морского боя был абордаж, а основными средствами дистанционного поражения на кораблях — луки, арбалеты, пращи, копья и дротики. Поэтому не удивительно, что на вооружении «Грейс Дью» стояло только три орудия. Главным боевым преимуществом «Грейс Дью» был его размер и высокая носовая надстройка-замок (форкастл), которая, возвышаясь над другими кораблями, обеспечивала преимущество лучникам.

## Другие корабли с этим именем
- Grace Dieu, 1402 [10]
- Grace Dieu, 1439 [11]
- Henri Grace a Dieu, 1514 (1511) иногда Henry … [12]